# Paolo Tommaso Alberghi
Paolo Tommaso Alberghi (Faenza, 16 dicembre 1716 – Faenza, 11 ottobre 1785) è stato un violinista e compositore italiano.

## Biografia
Ricevette le sue prime lezioni dal fratello maggiore, don Francesco, che fu maestro di cappella nel Duomo di Faenza dal 1737 al 1760. Tra il 1731 e il 1733 fu allievo di Giuseppe Tartini. Dal 1733 ricevette l'incarico di violinista nella Cattedrale di Faenza e dal 1760 fino alla sua morte, nel 1785, ricoprì l'incarico di direttore della stessa. Tra i suoi allievi illustri vi furono il figlio Ignazio Alberghi (1758–1836), Giuseppe Sarti e Cristoforo Babbi (1748–1814). Tutti e tre lavorarono, almeno temporaneamente, alla corte di Dresda, e Babbi, dal 1780, come maestro dei concerti e compositore.

## Opere
L'opera compositiva di Alberghi comprende numerose opere sacre da utilizzare nella cattedrale. Inoltre, compose circa 25 concerti per violino e diverse sonate per lo stesso strumento. I movimenti lenti di queste opere, di impostazione semplice, lasciano spazio a abbellimenti improvvisati secondo l'insegnamento di Tartini. Creò inoltre più di 40 sonate per trio. Come documentato da fonti contemporanee, compose ogni anno numerose opere per festività religiose e urbane, ma gran parte del suo lavoro complessivo viene considerato perduto.